# Kieseriet

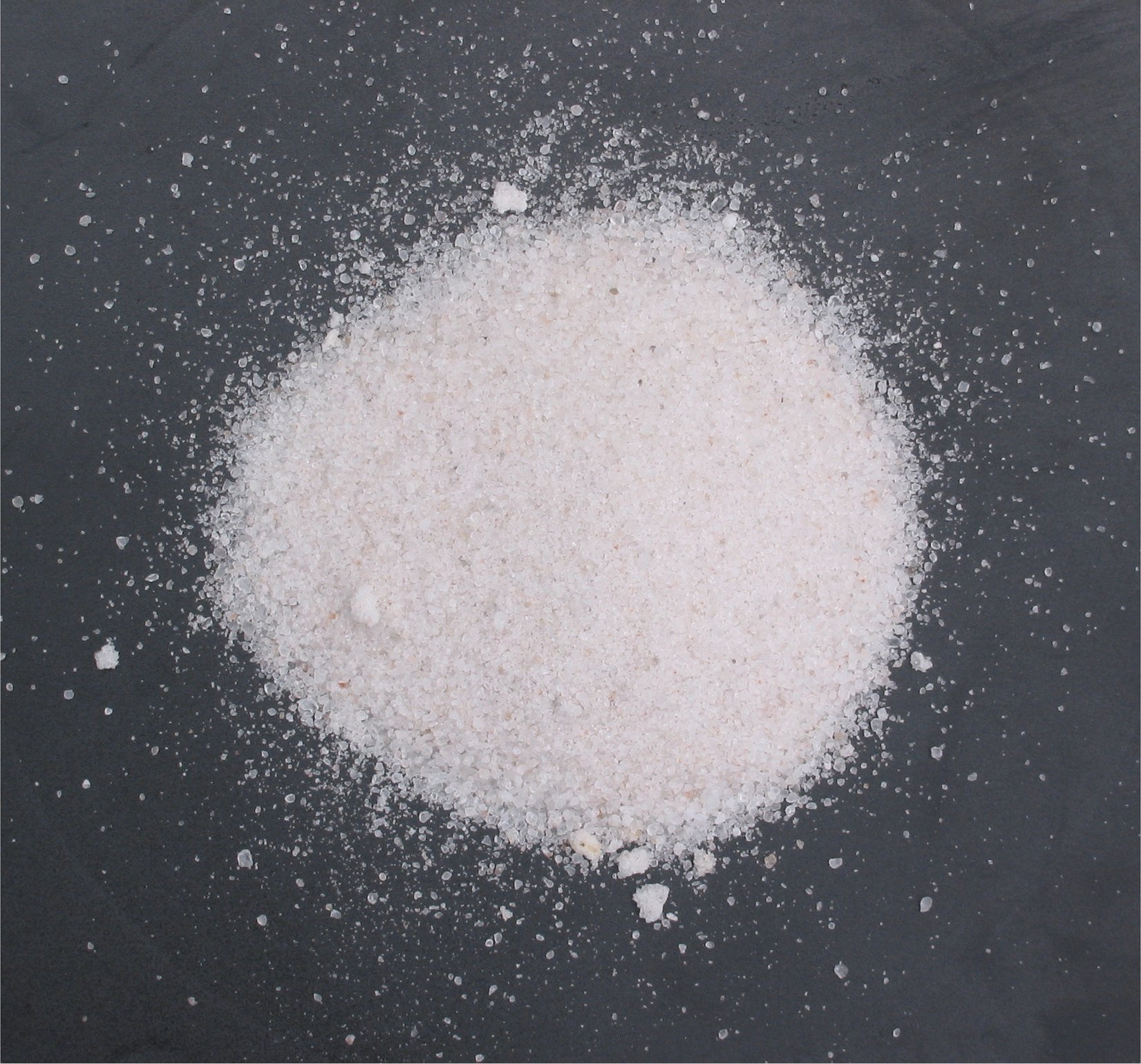
Kieseriet

Kieseriet ( Mg[SO4]·H2O) is een magnesiumhoudende, fijn kristallijne of korrelvormige kunstmeststof en bestaat uit:
27% MgO + 55% SO3(22% S).
Kieseriet is een bijproduct bij de zuivering van ruwe kalizouten uit zoutmijnen in Frankrijk en Duitsland.
Kieseriet mag ook gebruikt worden in de biologische landbouw. In de biologisch-dynamische landbouw mag het middel alleen met een ontheffing gebruikt worden.